# Nils Schumann
Nils Schumann (Bad Frankenhausen, 20 mei 1978) is een voormalige Duitse atleet, die op de 800 m zowel Europees als olympisch kampioen werd.

## Biografie

### Jeugd
Nils Schumann begon op zesjarige leeftijd met sport. Hij deed eerst aan voetbal en later aan atletiek. Hij werd aanvankelijk door zijn vader getraind. Zijn eerste succes behaalde hij in 1995 door bij de Duitse jeugdkampioenschappen de titel te winnen op de 3000 m en bij het veldlopen.
Nadat hij zijn school had afgerond, verhuisde Schumann naar Erfurt. Onder aansturing van Dieter Herrmann, de Duitse bondscoach hordelopen, verbeterde hij zijn prestatievermogen en werd vijfde op de wereldkampioenschappen voor junioren in 1995. Zijn eerste succes behaalde hij in 1997 door op de Europese juniorenkampioenschappen de 800 m te winnen. Met een tijd van 1.51,00 versloeg hij de Pool Robert Neryng (zilver) en de Tsjech Roman Oravec (brons).

### Senioren
In 1998 ging Schumann voor het eerst bij de senioren van start. Daarin bleek hij gelijk zeer succesvol op de 800 m. Op de Europese kampioenschappen van 1998 in Boedapest won hij goud, nadat hij eerder dat jaar in Valencia al Europees indoorkampioen geworden was. Een paar weken later won hij de wereldbekerwedstrijd in Johannesburg. Op de wereldkampioenschappen van 1999 in Sevilla moest hij wegens een blessure genoegen nemen met een achtste plaats.
Op 22-jarige leeftijd kreeg Nils Schumann wereldwijd bekendheid wegens zijn optreden bij de Olympische Spelen van 2000 in Sydney. Hij kon profiteren van het lage tempo. Op het laatste rechte eind plaatste hij een versnelling en de torenhoge Keniaanse favoriet Wilson Kipketer, die voor Denemarken uitkwam, reageerde nog wel, maar kon het geslagen gaatje niet meer dichtlopen. Met een tijd van 1.45,08 eindigde hij voor Kipketer (zilver) en de Algerijn Djabir Saïd-Guerni. Na deze overwinning werd hij in Duitsland tot sporter van het jaar verkozen.
Hierna won Schumann nog slechts eenmaal een internationale medaille. Dat was een bronzen op de Europese kampioenschappen van 2002 in München. In 2001 werd hij nog vijfde bij de WK in Edmonton.

### Blessures
Wegens blessureleed was Schumann niet in staat om zijn olympische titel te verdedigen. Hij onderging twee operaties aan zijn achillespees. Toen hij in 2006 eindelijk terug op niveau was, zat hij opnieuw in de lappenmand wegens een hondenbeet in zijn kuit.
Daarna pakte Schumann de draad weer op en boekte hij ook zijn eerste successen. Zo won hij in Chemnitz bij de Zuid-Duitse indoorkampioenschappen de titel. "Ik merk dat mijn lichaam weer meedoet. Vooral mijn pezen zijn goed te belasten."

### Doping
Op 20 november 2006 werd Nils Schumann wegens een dopingzaak door de Duitse atletiekbond verhoord. Zijn naam werd genoemd tijdens een proces tegen de Duitse atletiektrainer Thomas Springstein, die werd veroordeeld omdat hij een minderjarige doping had bezorgd. De Duitse atletiekbond opende ook een zaak tegen Grit Breuer, wier naam tijdens het proces eveneens naar boven kwam.

## Titels
- Olympisch kampioen 800 m - 2000
- Duits kampioen 800 m - 1999, 2000
- Duits indoorkampioen 800 m - 1998, 2000
- Europees indoorkampioen 800 m - 1998
- Europees kampioen U23 800 m - 1999
- Europees jeugdkampioen - 1997

## Persoonlijke records
Outdoor
| Onderdeel | Prestatie | Datum            | Plaats   |
| --------- | --------- | ---------------- | -------- |
| 400 m     | 46,65 s   | 22 juli 1998     | Cuxhaven |
| 800 m     | 1.44,16   | 30 augustus 2002 | Brussel  |
| 1000 m    | 2.17,44   | 27 juni 1999     | Weimar   |
| 1500 m    | 3.38,51   | 14 juni 2002     | Kassel   |

Indoor
| Onderdeel | Prestatie | Datum           | Plaats    |
| --------- | --------- | --------------- | --------- |
| 800 m     | 1.45,57   | 2 februari 2003 | Stuttgart |
| 1000 m    | 2.19,02   | 2 februari 2000 | Erfurt    |

## Prestatieontwikkeling
| Jaar | 800 m (in minuten) |
| ---- | ------------------ |
| 1996 | 1.48,35            |
| 1997 | 1.46,61            |
| 1998 | 1.44,89            |
| 1999 | 1.45,05            |
| 2000 | 1.44,22            |
| 2001 | 1.44,32            |
| 2002 | 1.44,16            |
| 2003 | -                  |
| 2004 | -                  |
| 2005 | -                  |
| 2006 | 1.48,02            |
| 2007 | 1.47,90            |
| 2008 | 1.47,28            |
| 2009 | 1.47,18            |

## Palmares

### 800 m
- 1995: 5e WK U20 - 1.49,44
- 1997:  EJK - 1.51,00
- 1998:  Duitse indoorkamp. - 1.48,77
- 1998:  EK indoor - 1.47,02
- 1998:  Wereldbeker - 1.48,66
- 1998:  EK - 1.44,89
- 1999:  Duitse kamp. - 1.45,48
- 1999:  EK U23 - 1.45,21
- 1999: 8e WK - 1.46,79
- 2000:  Duitse indoorkamp. - 1.49,62
- 2000:  EK indoor - 1.48,41
- 2000:  Duitse kamp. - 1.47,82
- 2000:  OS - 1.45,08
- 2000:  Europacup A - 1.47,94
- 2001: 5e WK - 1.45,00
- 2002:  Europacup A - 1.46,99
- 2002:  EK - 1.47,60
- 2002: 5e Wereldbeker - 1.45,34

## Onderscheidingen
- Duits sportman van het jaar - 2000

1896: Teddy Flack ·
1900: Alfred Tysoe ·
1904: Jim Lightbody ·
1908: Mel Sheppard ·
1912: Ted Meredith ·
1920: Albert Hill ·
1924: Douglas Lowe ·
1928: Douglas Lowe ·
1932: Tommy Hampson ·
1936: John Woodruff ·
1948: Mal Whitfield ·
1952: Mal Whitfield ·
1956: Tom Courtney ·
1960: Peter Snell ·
1964: Peter Snell ·
1968: Ralph Doubell ·
1972: Dave Wottle ·
1976: Alberto Juantorena ·
1980: Steve Ovett ·
1984: Joaquim Cruz ·
1988: Paul Ereng ·
1992: William Tanui ·
1996: Vebjørn Rodal ·
2000: Nils Schumann ·
2004: Joeri Borzakovski ·
2008: Wilfred Bungei ·
2012: David Rudisha ·
2016: David Rudisha ·
2020: Emmanuel Korir ·
2024: Emmanuel Wanyonyi
- Gemeinsame Normdatei: 1085166961
- World Athletics: 14194195
- Virtual International Authority File: 480145858160723022386
- WorldCat: E39PBJxxjcpt44mrJMCFQJhGpP